# Michael Bruun Pedersen
Michael Bruun Pedersen (* 8. Oktober 1970 in Skive) ist ein dänischer Handballtrainer und ehemaliger Handballspieler.

## Spielerkarriere
Der 1,98 m große Handballtorwart spielte bis zum Jahr 2000 für Tvis KFUM. Anschließend lief er für das Team Tvis Holstebro auf. Von 2002 bis 2005 stand er im Tor von Bjerringbro EH. Daraufhin kehrte er zum Team Tvis Holstebro zurück, mit dem er 2009 Pokalsieger wurde. Nach der Saison 2011/12, in der er für Mors-Thy Håndbold spielte, beendete er seine Karriere.
In der dänischen Nationalmannschaft debütierte Michael Bruun Pedersen am 21. Oktober 1999 gegen Frankreich und bestritt bis 2008 83 Länderspiele. Bei den Europameisterschaften 2002 und 2004 gewann er jeweils die Bronzemedaille.

## Trainerkarriere
Ab 2012 war er Assistenztrainer beim Team Tvis Holstebro. Im Sommer 2014 beendete Michael Bruun diese Tätigkeit und übernahm das Torwarttraineramt bei Randers HK. Später war er als Torwarttrainer beim dänischen Handballverband tätig. Nachdem Bruun ab 2021 erneut bei Team Tvis Holstebro als Torwarttrainer tätig gewesen war, übernahm er zur Saison 2021/22 diesen Posten beim deutschen Bundesligisten SG Flensburg-Handewitt. Im Sommer 2024 verließ er Flensburg und leitet seitdem das Torwarttraining beim dänischen Erstligisten Aalborg Håndbold.
Als Torwarttrainer der dänischen Männer-Handballnationalmannschaft gewann er 2025 die Weltmeisterschaft.